# Port Coquitlam
Port Coquitlam – miasto w Kanadzie, w prowincji Kolumbia Brytyjska, w regionie Greater Vancouver. Znajduje się 27 km na wschód od Vancouver, ulokowane nad zbiegiem rzek: Fraser oraz Pitt.
Port Coquitlam graniczy od północy z Coquitlam, od zachodu z rzeką Coquitlam River a także z miastami Maple Ridge i Pitt Meadows, leżącymi po przeciwnej stronie rzeki Pitt.
Port Coquitlam jest niemal w całości przedzielony przez trakcje Kolei Transkanadyjskiej z dwoma przejazdami podziemnymi. Port Coquitlam powszechnie nazywany jest "PoCo".
Portu Coquitlam nie należy mylić z przyległym do niego i większym miastem Coquitlam.

## Historia
Początkowo obszar był zamieszkany przez plemiona Saliszów Nadmorskich, w tym ludność Kwikwetlem. Pierwsi europejscy osadnicy rozpoczęli uprawiać rolę nad rzeką Pitt River w 1859. Kolej transkanadyjska przesunęła stację końcową z Vancouver do nabrzeży rzeki Fraser River w 1911. Port Coquitlam otrzymał status miasta dnia 7 marca 1913. Wcześniej Port Coquitlam był głównie obszarem wiejskim, jednakże z powodu rozrostu i rozwoju miasta Vancouver stał się podmiejskim obszarem osiedlowym, zwłaszcza od północnej i południowo-zachodniej strony. Gospodarka zróżnicowała się pod względem przemysłowym i rozwoju handlu, w tym produkcji metali, przemysłu wysokiej technologii, a także transportu.

## Demografia
Liczba mieszkańców Port Coquitlam wynosi 55 958. Język angielski jest językiem ojczystym dla 70,2%, francuski dla 0,9% mieszkańców (2006).
W drugiej połowie lat 90. zanotowano wzrost populacji o poziom 9,8%, z olbrzymią liczbą imigrantów którzy do 2001 stanowili 25% populacji. Język angielski był głównym językiem dla 76% mieszkańców. Wyznawane religie: katolicyzm 36%, protestantyzm 32%, inne 14% oraz ludność bezwyznaniowa 18%.

## Transport
Ze względu na podmiejski charakter, Port Coquitlam zależny jest w dużej mierze od sieci dróg, które umożliwiają sprawne przemieszczanie się ludności i towarów. Dla przykładu, dwie z głównych dróg przelotowych; Shaughnessy Street i Lougheed Highway odpowiednio dzielą Port Coquitlam ze wschodu na zachód oraz z północy na południe.
TransLink zapewnia wiele połączeń autobusowych w całym mieście. Najbardziej używana linia autobusowa w obszarze zespołu miejskiego "Greater Vancouver Regional District" to numer 159.
Linia 159 łączy południowy Port Coquitlam z sięcią metro SkyTrain. Inne linie autobusowe w mieście to 160 i C38. Linia 160 łączy Port Coquitlam z Vancouver. Przebiega ona przez Dworzec Centralny Coquitlam i stację Port Moody. Dwa główne przystanki w mieście obejmują Centrum Port Coquitlam i Dworzec Port Coquitlam. Wiele innych połączeń lokalnych obsługuje obszar Port Coquitlam, w tym C38, które łączy Północny Port Coquitlam z Dworcem Centralnym.
Autostrada Lougheed Highway przebiega przez Port Coquitlam, ciągnąc się z Coquitlam na zachodzie do mostu Pitt River Bridge na wschodzie. Pomimo iż trasa ta powoduje duże zatłoczenie w obszarze Port Coquitlam, jest jedną z niewielu głównych autostrad w
rejonie.
Kolej Transkanadyjska posiada główne trakty kolejowe w centralnej części miasta.
25 kilometrów ścieżek rowerowych i do pieszych wędrówek, znanych jako "Traboulay PoCo Trail", w całości otacza miasto.